# Groß Marzehns
Groß Marzehns ist ein Ortsteil der Gemeinde Rabenstein/Fläming im Landkreis Potsdam-Mittelmark in Brandenburg. 
Der Ort liegt an der Landesstraße L 83. Die A 9 verläuft westlich. Westlich, südlich und östlich vom Ort verläuft die Landesgrenze zu Sachsen-Anhalt.

## Sehenswürdigkeiten
Die Dorfkirche ist ein Baudenkmal (siehe Liste der Baudenkmale in Rabenstein/Fläming#Groß Marzehns).